# Browning Auto-5
Browning Auto 5 (также Automatic 5 или A-5) — самозарядное ружьё, использующее энергию отдачи ствола при его длинном ходе для перезарядки, разработанное Джоном Браунингом.

## История
Разработку ружья Браунинг начал в 1898 году. Браунинг сконструировал сразу три варианта ружей, использовавших для перезарядки энергию отдачи ствола. Выбрал он третий вариант, последний разработанный, наиболее перспективный. 
Первый опытный образец ружья был изготовлен в 1900 году. В том же 1900 году ружьё было запатентовано, однако отработка конструкции заняла восемь лет (и за это время из опытных предсерийных образцов ружей было сделано 250 тыс. выстрелов).
Сначала Браунинг хотел продать свою разработку фирме Winchester, которая ранее купила у него 44 системы его оружия. Но директор завода Беннет (англ. T.G.Bennett) отказал Браунингу, так как считал такое оружие неперспективным. После этого Браунинг решил продать разработку Remington Arms Co., но и там ему это не удалось. После этого Джон Браунинг остановился на бельгийской фирме Fabrique Nationale, которая уже ранее наладила производство его пистолетов. В этот раз его разработку приняли позитивно. 
Производство ружей на фабрике FN началось в 1903 году. Браунинг заказал партию в 10 тыс. ружей для продажи в США. Все они были проданы за первый год. В 1906 году конструктор обратился к Fabrique Nationale с просьбой передать часть прав фирме Remington Arms.
В отличие от современных ему боевых образцов, разработанных под винтовочный патрон, ружьё Browning Auto 5 показало себя неприхотливым и надёжным оружием. Оно безотказно функционировало в условиях как низких температур, так и жарких влажных джунглей. Свой боевой путь ружьё продолжило во время Второй мировой войны и войны в Корее. 
В 1958 году начался выпуск ружей под патрон 20/76 мм "Magnum".
Последним конфликтом, в котором массово использовались ружья Browning Auto 5, была война во Вьетнаме. 
Ружьё Browning Auto-5 оказалось одним из самых успешных и массовых ружей не только своего времени, но и всего XX века.

## Описание

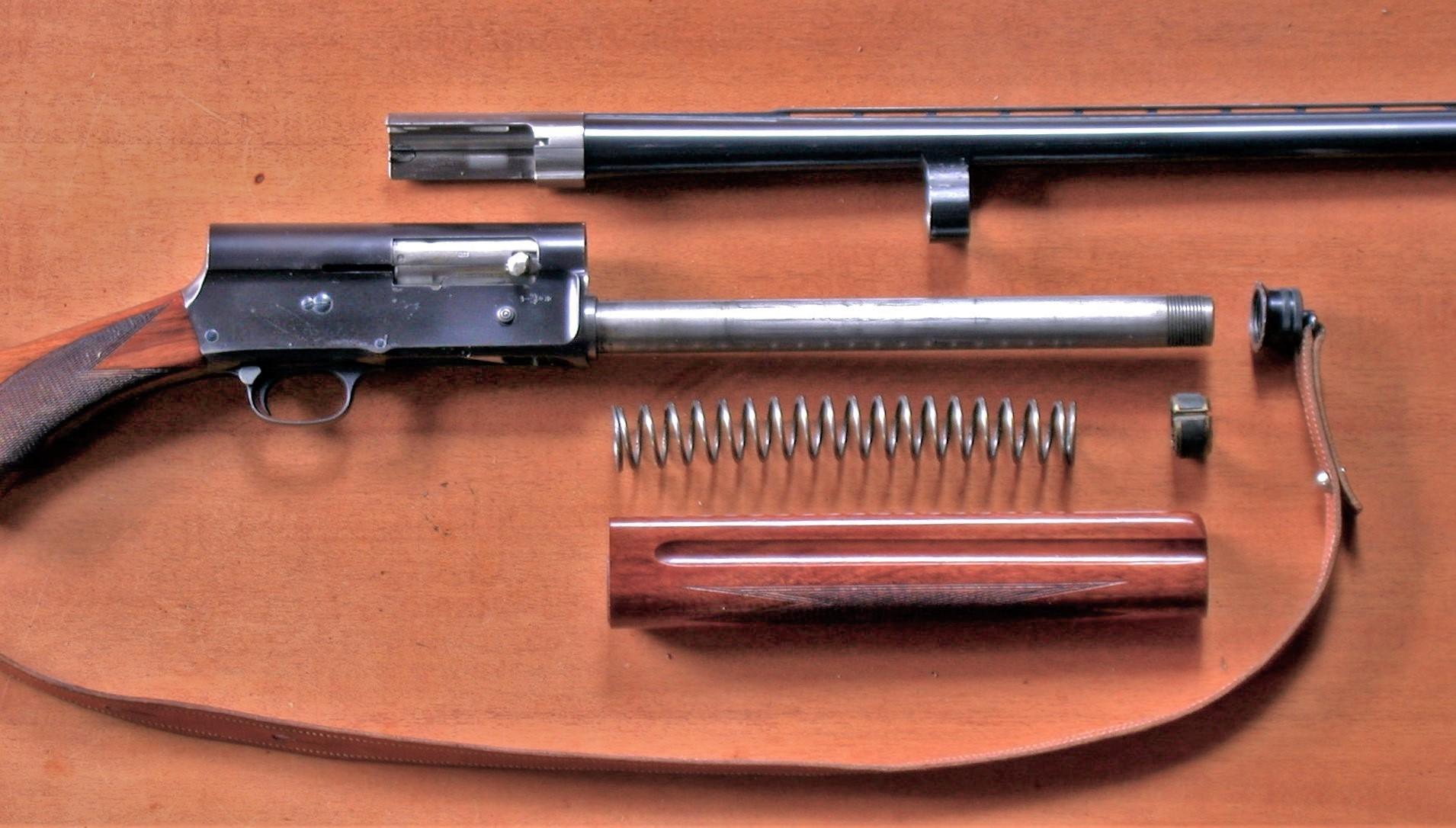
Auto-5 с отсоединённым стволом.

Гладкоствольное самозарядное ружьё Browning Auto-5 использует для перезарядки энергию отдачи ствола при его длинном ходе.
Ударно-спусковой механизм курковый, предохранитель имеет вид кнопки и расположен в основании спусковой скобы.
Магазин подствольный трубчатый, на четыре патрона. Пятый патрон можно зарядить в патронник, что даст общую вместимость в пять патронов (отсюда и название ружья — Auto-5).

## Варианты и модификации
Ружье выпускалось в значительном количестве модификаций и вариантов исполнения: под патроны 12-го, 16-го и 20-го калибров; с длиной ствола от 66 до 82 см; с различной сверловкой ствола (от цилиндра до полного чока); с патронниками длиной 65, 70 и 76 мм; с различной формой ложи.
- Browning Auto-5 со стволом, имевшим сверловку "парадокс" - этот вариант начали выпускать в 1905 году под патроны 12 и 16 калибра. Ствол длиной 696 мм имел шесть нарезов, обеспечивавших дальность стрельбы пулей на дистанцию "до 100 шагов"[6]
- Remington Model 11 - копия, в 1906 - 1947 гг. выпускавшаяся по лицензии американской компанией "Remington Arms" и имевшая минимальные отличия от бельгийского варианта[2]. Являлось первой моделью самозарядного гладкоствольного ружья, производство которой было освоено "Remington Arms"[7]. После того, как срок действия патента Дж. Браунинга на конструкцию оружия истёк, компания начала выпуск незначительно изменённого конструктивного аналога этого ружья[1].
- Remington Model 11-48 - модифицированный вариант Remington Model 11, выпускавшийся в 1949-1967 гг. под патроны 12-го, 16-го, 20-го, 28-го и .410-го калибра. С целью снижения себестоимости производства, некоторые стальные детали были изготовлены штамповкой.
- Savage Model 720 - копия, в 1930-1949 гг. выпускавшаяся по лицензии американской компанией "Savage Arms"
- Browning-2000 - модификация 1970-х годов, сделанная с использованием новых материалов и технологий. Предусмотрена возможность замены ствола (для ружья выпускались несколько стволов разной длины), предохранительная скоба сделана из анодированного дюралюминия (для снижения массы оружия), в ствольной коробке установлен нейлоновый амортизатор (для снижения отдачи)[8]

## Страны-эксплуатанты
- Канада - владение ружьями данной модели частным лицам законодательно запрещено[1]
- СССР - использовалось в качестве охотничьего оружия[3]; во время Великой Отечественной войны некоторое количество таких ружей имелось на вооружении рабочих отрядов[9], организованных во время блокады Ленинграда для защиты города, борьбы с диверсантами и поддержания порядка.
- США - разрешено в качестве гражданского спортивно-охотничьего оружия[1]